# 1783
- Wikisource

| Calendário gregoriano                                                        | 1783 MDCCLXXXIII                    |
| Ab urbe condita                                                              | 2536                                |
| Calendário arménio                                                           | 1232 – 1233                         |
| Calendário bahá'í                                                            | -61 – -60                           |
| Calendário budista                                                           | 2327                                |
| Calendário chinês                                                            | 4479 – 4480 Início a 2 de fevereiro |
| Calendário copta                                                             | 1499 – 1500                         |
| Calendário etíope                                                            | 1775 – 1776                         |
| Calendários hindus - Vikram Samvat - Calendário nacional indiano - Cáli Iuga | 1838 – 1839 1704 – 1705 4883 – 4884 |
| Calendário Holoceno                                                          | 11783                               |
| Calendário islâmico                                                          | 1197 – 1198                         |
| Calendário judaico                                                           | 5543 – 5544                         |
| Calendário persa                                                             | 1161 – 1162                         |
| Calendário rúnico                                                            | 2033                                |
| Calendário solar tailandês                                                   | 2326                                |

1783 (MDCCLXXXIII, na numeração romana) foi um ano comum do século XVIII do actual Calendário Gregoriano, da Era de Cristo, e a sua letra dominical foi E (52 semanas), teve início a uma quarta-feira e terminou também a uma quarta-feira.
| Ano completo                        |
| ----------------------------------- |
| Ano comum com início à quarta-feira |

## Eventos
- Península da Criméia, até então pertencente ao Império Otomano, anexada pelo Império Russo.
- É fundada a mais antiga marca de refrigerantes, a Cadbury Schweppes
- Os dirigíveis foram inventados por dois irmãos franceses, Jacques Etienne e Joseph Michel Montgolfier.

### Fevereiro
- 13 de Fevereiro – Naufrágio no meio da Baía, junto ao Porto da Calheta, Vilha da Calheta da Fragata de guerra inglesa de nome "HMS Pallas", que se incendiou e queimou até à borda da água.

em 20 01 2013

### Setembro
- 3 de Setembro - Fim da Guerra da Independência dos Estados Unidos.

## Nascimentos
- Guglielmo Pepe, valioso general Nápoles (m. 1855).

## Mortes
- 18 de Setembro - Leonhard Euler, físico e matemático suíço (n. 1707).

- Jacques-Joachim de Soignies, pintor belga (n. 1720).

- 5 de Dezembro - D. Frei Lourenço de Santa Maria e Melo, arcebispo português (n. 1704).

## Por tema
- 1783 na ciência
- 1783 na literatura
- 1783 na música